# Selenisa
Selenisa é um gênero de traça pertencente à família Arctiidae.